# 刘震云
刘震云（1958年5月—），河南延津人，著名作家。北京大学中文系毕业，中国人民大学文学院教授，中国作家协会全国委员会委员。2011年，刘震云凭借《一句顶一万句》获得茅盾文学奖。2018年4月，刘震云获得法国文化部授予的法国文学与艺术骑士勋章。

## 生平
1958年5月生于河南省延津县。1973年至1978年服兵役。
1978年考入北京大学中文系（河南省高考文科状元），1982年毕业到《农民日报》工作。1988年至1991年在北京师范大学、鲁迅文学院读研究生。

## 家庭
1985年，刘震云和郭建梅结婚，育有一女刘雨霖。

## 作品
小说集
- 《塔铺》(小说集) 作家出版社1989年1月出版
- 《官场》(小说集) 华艺出版社1992年5月出版
- 《一地鸡毛》(小说集) 中国青年出版社1992年6月出版
- 《官人》(小说集) 长江文艺出版社1992年12月出版

长篇小说
- 《故乡天下黄花》(长篇小说) 中国青年出版社1991年8月出版
- 《故乡相处流传》(长篇小说) 华艺出版社1993年3月出版
- 《故乡面和花朵》四卷(长篇小说 ) 华艺出版社1998年9月出版
- 《刘震云》(小说集) 香港明报出版社1999年11月出版
- 《刘震云》(小说集) 人民文学出版社2000年9月出版
- 《刘震云》(小说集) 文化艺术出版社2001年9月出版
- 《一腔废话》(长篇小说) 中国工人出版社2002年1月出版
- 《手机》(长篇小说) 长江文艺出版社2003年12月出版
- 《我叫刘跃进》(长篇小说)长江文艺出版社2007年11月出版
- 《一句顶一万句》(长篇小说)长江文艺出版社2009年3月出版
- 《温故1942》人民文学出版社2009年3月出版
- 《我不是潘金莲》(长篇小说)长江文艺出版社2012年7月出版
- 《吃瓜時代的兒女們》(长篇小说)长江文艺出版社2017年11月出版
- 《一日三秋》(长篇小说)花城出版社2021年7月出版

文集
- 《刘震云文集》(四卷) 江苏文艺出版社1996年5月出版
- 《刘震云作品集》13册2016年长江文艺出版社

## 影视改编
中篇小说《单位》和《一地鸡毛》，被改编为1995年电视连续剧《一地雞毛》。该剧由冯小刚执导，刘震云也担任此剧编剧，陈道明与徐帆担任男女主演。
小说《手机》于2003年被冯小刚改编成葛优和张国立主演的电影《手机》，取得良好的票房和评价；2010年又被沈严拍摄成36集电视剧，由王志文和陈道明主演。
小说《我叫刘跃进》于2007年被马俪文改编成电影《我叫刘跃进》（原名《找包》）；2010年又被王奕开拍成同名电视连续剧。
小说《温故一九四二》2012年被冯小刚改编成电影《一九四二》，获得2013年华语电影传媒大奖最佳编剧、第29届中国电影金鸡奖最佳改编剧本和第15届中国电影华表奖优秀剧作奖，以及第50届金马奖最佳改编剧本提名。
小说《我不是潘金莲》2016年被冯小刚改编成电影《我不是潘金莲》，获得第41届多伦多电影节特别展映单元国际影评人费比西奖和第64届圣塞巴斯蒂安国际电影节最佳影片金贝壳奖，并入围第53届金马奖最佳剧情片、导演、改编剧本等5项提名，2016年11月公映，获得中国电影导演协会2016年度表彰年度编剧奖。
小说《一句顶一万句》，被改编为电影《一句顶一万句》由刘震云的女儿刘雨霖执导、刘震云编剧，2016年11月上映，获得第67届柏林电影节亚洲璀璨之星最佳编剧奖。

## 荣誉
刘震云及作品获奖情况（国内）：

2018年7月，《吃瓜时代的儿女们》获香港香港第七届「红楼梦奖：世界华文长篇小说奖」「专家推荐奖」。

2018年1月，《吃瓜时代的儿女们》被香港《亚洲周刊》亚洲周刊评为两岸三地及东南亚十大小说之一。

2017年4月5日，被聘为北京北京国际书展形象大使，聘期5年。

2017年1月，获中央电视台七频道年度文化人物。

2017年1月，获《人物》2016年年度作家。

2016年12月，获得《新周刊》年度文化人物。

2016年12月，获得《中国新闻周刊》年度文化人物。

2016年12月，获得《时尚先生》年度文化人物。

2015年6月，《一句顶一万句》中有关私塾教师老汪的一段描写，成为全国统一高考试卷语文阅读题，计25分。

等。

刘震云及作品获奖情况（国际）：

2018年4月，被法国法国文化部授予“法兰西文学和艺术骑士勋章”。

2017年4月，获阿布扎比阿布扎比国际书展表彰奖。

2017年2月，获卡萨布兰卡卡萨布兰卡国际书展表彰奖。

2016年6月，《一句顶一万句》被瑞典瑞典文化部评为2016年上半年六十本好书之一。（从几百部小说中评选出六十部。奖励是：由瑞典文化部购买三百本书，赠送全国公共图书馆。）

2016年1月，获开罗开罗国际书展表彰奖。

2015年6月，瑞典文《我不是潘金莲》被瑞典文化部评为2015年上半年六十本好书之一。（从几百部小说中评选出六十部。奖励是：由瑞典文化部购买三百本书，赠送全国公共图共图书馆。）

2024年4月，被俄罗斯圣彼得堡大学授予名誉博士学位。